# Sjipka (stad)
Sjipka (Bulgaars: Шипка) is een stad in Zuid-Bulgarije, gemeente Kazanlak, provincie Stara Zagora. De stad ligt aan de zuidelijke toegang tot de Sjipkapas.
In deze gemakkelijke pas door het Balkangebergte, verenigen zich twee strategisch belangrijke verbindingswegen tussen Noord- en Zuid-Bulgarije, waardoor Sjipka een belangrijk strategisch punt was.

## Geschiedenis
De oudste sporen van bewoning zijn die van een Thracische nederzetting in de buurt.
Toen in 1398 Bulgarije onder Osmaanse heerschappij viel werd door de Osmanen een verdedigingskamp voor Derbendji gevestigd om de bergpas te beschermen tegen de Hadjuken.

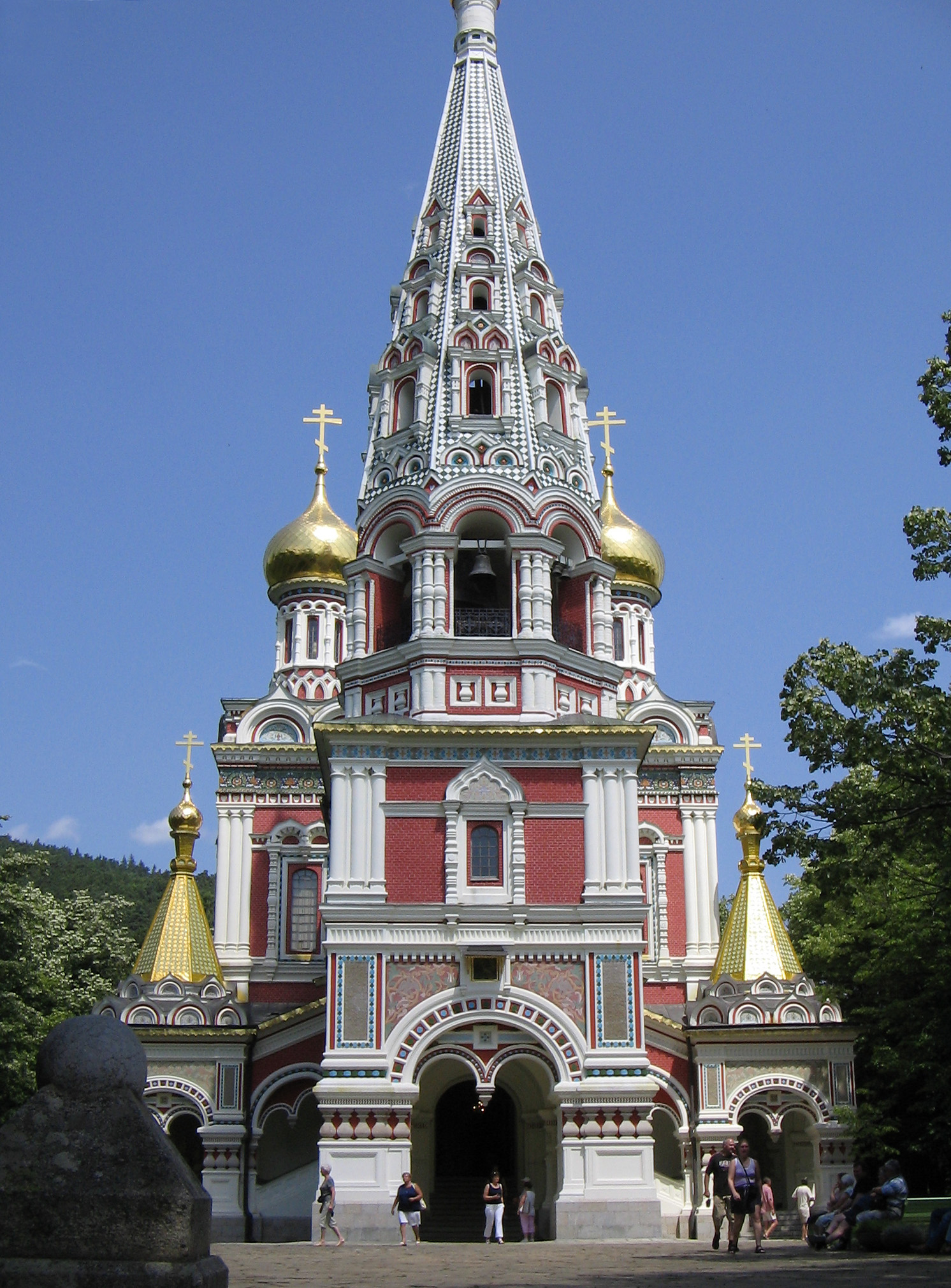
De "Sjipka Gedachteniskerk"

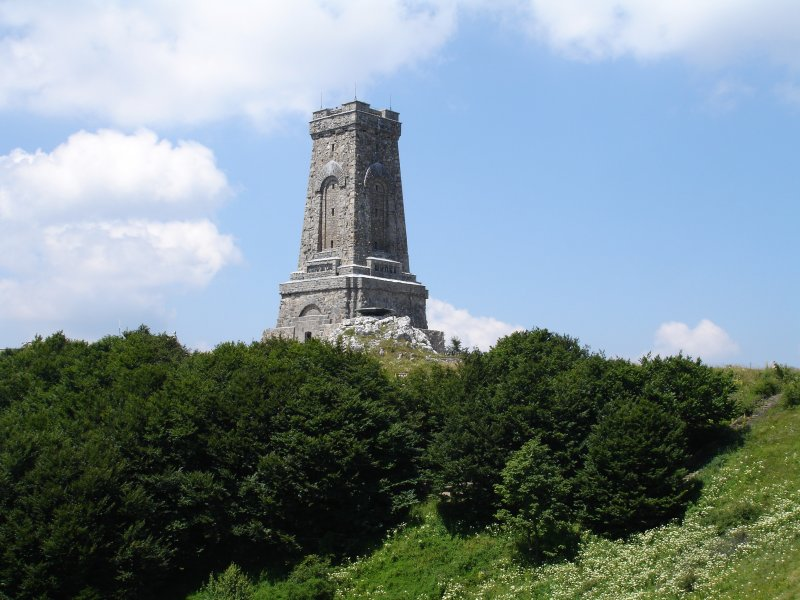
Het Sjipkamonument

Bekend werd de plaats toen tijdens de Russisch-Turkse Oorlog (1877-1878) de belangrijke Slag van Sjipka plaatsvond. Ter nagedachtenis van de slachtoffers werd het Sjipka-klooster en het Sjipkamonument gebouwd.
In 2004 werd bij Sjipka een Thracisch koningsgraf met goudschat ontdekt.